# Mixcoatlus barbouri
Mixcoatlus barbouri är en ormart som beskrevs av Dunn 1919. Mixcoatlus barbouri ingår i släktet Mixcoatlus och familjen huggormar. Inga underarter finns listade i Catalogue of Life.
Arten förekommer i bergstrakter i sydvästra Mexiko. Utbredningsområdet ligger 2300 till 2608 meter över havet.